# SPIN THE MUSIC
『SPIN THE MUSIC』（スピン・ザ・ミュージック）はcross fmが放送しているラジオ番組。放送時間は毎週火曜24:00-24:30。放送時間は当初毎週月曜の24:30-25:00であったが、2009年11月より火曜に移動。

## 概要
番組の内容は、R&Bナンバーを中心にHIPHOP・RAGGAE・SOUL CLASSICSなどを放送する音楽番組。またクラブDJが作成したノンストップミックスを放送したりする。ターンテーブルでスピンすることを意識し、タイトルが付けられた。
ナビゲーターが番組企画、選曲、録音を全て1人で行い放送している。

## ナビゲーター（DJ)
DJ Moby
cross fmではナビゲーターの他に、番組ディレクターの経験もある模様。

## コーナー
THE HOTTEST MIX SHOW
クラブDJが作成したノンストップミックスを放送。R&B・HIP-HOPがメインだが、時間は10分前後と短い。レギュラーDJ DJ OSAMをはじめ地元福岡、更に関東・関西で活躍中のDJのミックスを週替わりで放送。
Moby SHOT
ナビゲーターDJ Mobyが行う、リスナーへの元気注入ゾーン。ガンバッテコールやバースデイコールなどを、ナビゲーターのマルチな声を生かして様々なキャラクター・ものまねコールで行い、盛大に祝う。また他では聞けない一風変わったヘンテコなREMIX曲も随時放送。